# Liste des monuments historiques de la Martinique
Cet article recense les monuments historiques de la Martinique, en France.

## Statistiques
Au 13 août 2025, la Martinique compte 122 édifices comportant au moins une protection au titre des monuments historiques, dont 24 sont classés et 98 sont inscrits,.

## Liste
Pour alléger la liste, les communes suivantes font l'objet d'articles séparés :
- pour Fort-de-France, voir la liste des monuments historiques de Fort-de-France ;
- pour Saint-Pierre, voir la liste des monuments historiques de Saint-Pierre.

| Monument                                                         | Commune           | Adresse                                                       | Coordonnées                         | Notice                        | Protection               | Date                            | Illustration                                                     |
| ---------------------------------------------------------------- | ----------------- | ------------------------------------------------------------- | ----------------------------------- | ----------------------------- | ------------------------ | ------------------------------- | ---------------------------------------------------------------- |
| Église de l'Immaculée-Conception de L'Ajoupa-Bouillon            | L'Ajoupa-Bouillon |                                                               | 14° 49′ 32″ nord, 61° 06′ 50″ ouest | « PA00125549 »                | Inscrit                  | 1993                            | Église de l'Immaculée-Conception de L'Ajoupa-Bouillon            |
| Église Saint-Henri des Anses-d'Arlet                             | Les Anses-d'Arlet |                                                               | 14° 29′ 27″ nord, 61° 04′ 49″ ouest | « PA00135665 »                | Inscrit                  | 1995                            | Église Saint-Henri des Anses-d'Arlet                             |
| Habitation sucrerie des Anses-d'Arlet                            | Les Anses-d'Arlet |                                                               | 14° 29′ 34″ nord, 61° 04′ 35″ ouest | « PA97200042 »                | Inscrit                  | 2016                            | Image manquante Téléverser                                       |
| Habitation Leyritz                                               | Basse-Pointe      |                                                               | 14° 50′ 48″ nord, 61° 06′ 45″ ouest | « PA97200034 »                | Inscrit                  | 2014                            | Image manquante Téléverser                                       |
| Habitation Pécoul                                                | Basse-Pointe      |                                                               | 14° 51′ 27″ nord, 61° 06′ 02″ ouest | « PA00105935 »                | Classé                   | 1996                            | Habitation Pécoul                                                |
| Église Saint-Jacques du Carbet                                   | Le Carbet         | Rue Perrinon                                                  | 14° 42′ 42″ nord, 61° 10′ 58″ ouest | « PA00105936 »                | Classé                   | 1978                            | Église Saint-Jacques du Carbet                                   |
| Maison Taïlamé                                                   | Le Carbet         |                                                               | 14° 42′ 47″ nord, 61° 11′ 02″ ouest | « PA97200008 »                | Inscrit                  | 2009                            | Maison Taïlamé                                                   |
| Marché couvert du Carbet                                         | Le Carbet         | Place Jules Grévy                                             | 14° 42′ 43″ nord, 61° 11′ 00″ ouest | « PA97200052 »                | Inscrit                  | 2019                            | Marché couvert du Carbet                                         |
| Presbytère du Carbet                                             | Le Carbet         |                                                               | 14° 42′ 43″ nord, 61° 10′ 58″ ouest | « PA00105967 »                | Classé                   | 1992                            | Presbytère du Carbet                                             |
| Tombeau de la Dame Espagnole                                     | Le Carbet         | Cimetière                                                     | 14° 42′ 41″ nord, 61° 10′ 59″ ouest | « PA00105937 »                | Inscrit                  | 1978                            | Tombeau de la Dame Espagnole                                     |
| Église Notre-Dame-de-l'Assomption-et-Saint-Joseph de Case-Pilote | Case-Pilote       |                                                               | 14° 38′ 36″ nord, 61° 08′ 18″ ouest | « PA00105938 »                | Classé                   | 1979                            | Église Notre-Dame-de-l'Assomption-et-Saint-Joseph de Case-Pilote |
| L'Enclos de Case-Pilote                                          | Case-Pilote       |                                                               | 14° 38′ 33″ nord, 61° 08′ 15″ ouest | « PA97200022 »                | Inscrit                  | 2011                            | L'Enclos de Case-Pilote                                          |
| Presbytère de Case-Pilote                                        | Case-Pilote       |                                                               | 14° 38′ 35″ nord, 61° 08′ 18″ ouest | « PA00105968 »                | Inscrit                  | 1991                            | Presbytère de Case-Pilote                                        |
| Observatoire du Morne des Cadets                                 | Fonds-Saint-Denis | Morne Moustin                                                 | 14° 44′ 05″ nord, 61° 08′ 47″ ouest | « PA97200024 »                | Inscrit                  | 2012                            | Observatoire du Morne des Cadets                                 |
| Église Saint-Thomas du Diamant                                   | Le Diamant        |                                                               | 14° 28′ 48″ nord, 61° 01′ 34″ ouest | « PA00105939 »                | Inscrit                  | 1979                            | Église Saint-Thomas du Diamant                                   |
| Maison du Bagnard                                                | Le Diamant        |                                                               | 14° 27′ 42″ nord, 61° 02′ 51″ ouest | « PA97200009 »                | Inscrit                  | 2009                            | Maison du Bagnard                                                |
| Maison du Gaoulé et moulin                                       | Le Diamant        |                                                               | 14° 28′ 50″ nord, 61° 00′ 03″ ouest | « PA00105940 »                | Inscrit                  | 1988                            | Maison du Gaoulé et moulin                                       |
| Château Aubéry                                                   | Ducos             | Croix-Rivail                                                  | 14° 36′ 28″ nord, 60° 57′ 19″ ouest | « PA00105980 »                | Inscrit                  | 1992                            | Château Aubéry                                                   |
| Église Notre-Dame-de-la-Nativité de Ducos                        | Ducos             | Rue Joseph-Amant Rue Joseph-Lagrosillière Place Éloi-Virginie | 14° 34′ 34″ nord, 60° 58′ 32″ ouest | « PA00105957 »                | Inscrit                  | 1989                            | Église Notre-Dame-de-la-Nativité de Ducos                        |
| Habitation Clément                                               | Le François       |                                                               | 14° 36′ 07″ nord, 60° 54′ 25″ ouest | « PA00105971 »                | Classé                   | 1996                            | Habitation Clément                                               |
| Habitation Réunion                                               | Le François       |                                                               | 14° 36′ 19″ nord, 60° 55′ 57″ ouest | « PA00105983 »                | Inscrit                  | 1992                            | Image manquante Téléverser                                       |
| Hôtel de ville                                                   | Le François       | angle rue Florent-Holo et place du Général-de-Gaulle          | 14° 36′ 55″ nord, 60° 54′ 10″ ouest | « PA97200050 »                | Inscrit                  | 2022                            | Hôtel de ville                                                   |
| Maison de l'îlet Oscar                                           | Le François       |                                                               | 14° 37′ 36″ nord, 60° 51′ 11″ ouest | « PA97200005 »                | Inscrit                  | 2004                            | Image manquante Téléverser                                       |
| Église Sainte-Catherine de Grand'Rivière                         | Grand'Rivière     | Bellevue                                                      | 14° 52′ 25″ nord, 61° 10′ 50″ ouest | « PA97200012 »                | Inscrit                  | 2009                            | Église Sainte-Catherine de Grand'Rivière                         |
| Habitation Beauséjour                                            | Grand'Rivière     |                                                               | 14° 52′ 21″ nord, 61° 10′ 24″ ouest | « PA00135667 »                | Classé                   | 1996                            | Image manquante Téléverser                                       |
| Église Notre-Dame-de-la-Visitation de Gros-Morne                 | Gros-Morne        |                                                               | 14° 42′ 38″ nord, 61° 00′ 11″ ouest | « PA97200043 »                | Inscrit                  | 2017                            | Église Notre-Dame-de-la-Visitation de Gros-Morne                 |
| Habitation Saint-Étienne                                         | Gros-Morne        |                                                               | 14° 41′ 24″ nord, 61° 00′ 52″ ouest | « PA97200013 »                | Inscrit                  | 2010                            | Habitation Saint-Étienne                                         |
| Église Saint-Laurent du Lamentin                                 | Le Lamentin       |                                                               | 14° 36′ 57″ nord, 61° 00′ 08″ ouest | « PA00135668 »                | Inscrit                  | 1995                            | Église Saint-Laurent du Lamentin                                 |
| Fontaines du Lamentin                                            | Le Lamentin       | Place Émile-Berlan Place André-Debuc                          | 14° 36′ 57″ nord, 61° 00′ 10″ ouest | « PA00135669 »                | Inscrit                  | 1995                            | Image manquante Téléverser                                       |
| Marché couvert du Lamentin                                       | Le Lamentin       | Rue Ernest André                                              | 14° 36′ 59″ nord, 61° 00′ 11″ ouest | « PA97200053 »                | Classé                   | 2023                            | Marché couvert du Lamentin                                       |
| Église Saint-Hyacinthe du Lorrain                                | Le Lorrain        | Rue Schœlcher                                                 | 14° 49′ 59″ nord, 61° 03′ 22″ ouest | « PA00135670 »                | Inscrit                  | 1995                            | Église Saint-Hyacinthe du Lorrain                                |
| Site archéologique de Vivé                                       | Le Lorrain        |                                                               | 14° 50′ 45″ nord, 61° 05′ 00″ ouest | « PA00132725 »                | Inscrit                  | 1994                            | Image manquante Téléverser                                       |
| Habitation Vivé                                                  | Le Lorrain        |                                                               | 14° 50′ 45″ nord, 61° 05′ 11″ ouest | « IA97201253 »                | Inscrit                  | 2019                            | Image manquante Téléverser                                       |
| Église Saint-Étienne du Marin                                    | Le Marin          | Place Joffre                                                  | 14° 28′ 12″ nord, 60° 52′ 20″ ouest | « PA00105945 »                | Classé                   | 2012                            | Église Saint-Étienne du Marin                                    |
| Habitation Montgérald                                            | Le Marin          |                                                               | 14° 28′ 22″ nord, 60° 52′ 26″ ouest | « PA00125550 »                | Inscrit                  | 2009                            | Image manquante Téléverser                                       |
| Calvaire de Morne-Rouge                                          | Le Morne-Rouge    |                                                               | 14° 46′ 14″ nord, 61° 07′ 53″ ouest | « PA00105961 »                | Inscrit                  | 1990                            | Calvaire de Morne-Rouge                                          |
| Église Notre-Dame-de-la-Délivrande                               | Le Morne-Rouge    |                                                               | 14° 46′ 32″ nord, 61° 08′ 08″ ouest | « PA97200048 »                | Inscrit                  | 2021                            | Église Notre-Dame-de-la-Délivrande                               |
| Église Saint-Joseph du Prêcheur                                  | Le Prêcheur       |                                                               | 14° 48′ 05″ nord, 61° 13′ 28″ ouest | « PA00105946 » « PA97200025 » | Inscrit                  | 1979 (clocher), 2012 (totalité) | Image manquante Téléverser                                       |
| Habitation Céron                                                 | Le Prêcheur       |                                                               | 14° 49′ 52″ nord, 61° 13′ 11″ ouest | « IA97200099 »                | Inscrit                  | 29 juin 2018                    | Habitation Céron                                                 |
| Phare du Prêcheur                                                | Le Prêcheur       |                                                               | 14° 48′ 07″ nord, 61° 13′ 33″ ouest | « PA97200032 » « IA97200101 » | Inscrit                  | 2013                            | Image manquante Téléverser                                       |
| Marché de Rivière-Pilote                                         | Rivière-Pilote    | Rue du Marché                                                 | 14° 29′ 11″ nord, 60° 54′ 09″ ouest | « PA97200046 »                | Inscrit                  | 10 janvier 2020                 | Marché de Rivière-Pilote                                         |
| Habitation Bord de Mer                                           | Le Robert         |                                                               | 14° 42′ 38″ nord, 60° 56′ 23″ ouest | « PA00125551 »                | Inscrit                  | 1993                            | Image manquante Téléverser                                       |
| Habitation Gaschette                                             | Le Robert         |                                                               | 14° 41′ 35″ nord, 60° 57′ 17″ ouest | « PA00105982 »                | Inscrit                  | 1992                            | Image manquante Téléverser                                       |
| Îlet Chancel                                                     | Le Robert         |                                                               | 14° 41′ 40″ nord, 60° 53′ 42″ ouest | « PA00135671 »                | Inscrit                  | 1995                            | Îlet Chancel                                                     |
| Mairie de Saint-Esprit                                           | Saint-Esprit      | rue Schoelcher                                                | 14° 33′ 38″ nord, 60° 56′ 14″ ouest | « PA00105963 » « IA97202493 » | inscrit MH partiellement | 27 août 1990                    | Mairie de Saint-Esprit                                           |
| Marché y compris la fontaine centrale signée Chappée & fils      | Saint-Esprit      | Rue Capitaine Pierre-Rose                                     | 14° 33′ 42″ nord, 60° 56′ 12″ ouest | « PA97200057 »                | Inscrit MH               | 13 décembre 2019                | Marché y compris la fontaine centrale signée Chappée & fils      |
| Église paroissiale du Saint-Esprit                               | Saint-Esprit      | rue Capitaine Pierre Rose                                     | 14° 33′ 42″ nord, 60° 56′ 12″ ouest | « PA00135672 » « IA97202494 » | inscrit MH               | 16 mars 1995                    | Église paroissiale du Saint-Esprit                               |
| Monument aux morts                                               | Saint-Joseph      |                                                               | 14° 40′ 13″ nord, 61° 02′ 18″ ouest | « PA97200040 »                | Inscrit                  | 2015                            | Monument aux morts                                               |
| Église Notre-Dame de Sainte-Anne                                 | Sainte-Anne       |                                                               | 14° 26′ 06″ nord, 60° 52′ 51″ ouest | « PA00105962 »                | Inscrit                  | 1990                            | Église Notre-Dame de Sainte-Anne                                 |
| Habitation Les Anglais des Grottes                               | Sainte-Anne       |                                                               | 14° 26′ 12″ nord, 60° 51′ 16″ ouest | « PA00105972 »                | Inscrit                  | 1991                            | Image manquante Téléverser                                       |
| Habitation Crève-Cœur                                            | Sainte-Anne       |                                                               | 14° 27′ 09″ nord, 60° 51′ 09″ ouest | « PA00105987 »                | Inscrit                  | 1992                            | Habitation Crève-Cœur                                            |
| Habitation Val d'Or                                              | Sainte-Anne       |                                                               | 14° 26′ 07″ nord, 60° 52′ 14″ ouest | « PA00105973 »                | Inscrit                  | 1991                            | Image manquante Téléverser                                       |
| Roches gravées de Montravail                                     | Sainte-Luce       |                                                               | 14° 29′ 43″ nord, 60° 56′ 06″ ouest | « PA97200001 »                | Inscrit                  | 1996                            | Image manquante Téléverser                                       |
| Habitation Fonds Saint-Jacques                                   | Sainte-Marie      | Fonds-Saint-Jacques                                           | 14° 47′ 45″ nord, 61° 00′ 34″ ouest | « PA00105947 »                | Inscrit                  | 1980                            | Habitation Fonds Saint-Jacques                                   |
| Monument aux morts                                               | Sainte-Marie      | 2 rue des limes                                               | 14° 47′ 00″ nord, 60° 59′ 34″ ouest | « PA97200041 »                | Inscrit                  | 2015                            | Monument aux morts                                               |
| Habitation Fond Rousseau                                         | Schœlcher         |                                                               | 14° 37′ 44″ nord, 61° 05′ 41″ ouest | « PA00105979 »                | Inscrit                  | 1991                            | Image manquante Téléverser                                       |
| Château Dubuc                                                    | La Trinité        |                                                               | 14° 46′ 06″ nord, 60° 53′ 24″ ouest | « PA00105955 »                | Classé                   | 1992                            | Château Dubuc                                                    |
| Fort de la Trinité                                               | La Trinité        |                                                               | 14° 44′ 49″ nord, 60° 57′ 45″ ouest | « PA00105977 »                | Inscrit                  | 1991                            | Image manquante Téléverser                                       |
| Habitation Le Galion                                             | La Trinité        |                                                               | 14° 43′ 11″ nord, 60° 57′ 38″ ouest | « PA00105954 »                | Classé                   | 1991                            | Image manquante Téléverser                                       |
| Habitation Spoutourne                                            | La Trinité        |                                                               | 14° 45′ 04″ nord, 60° 55′ 26″ ouest | « PA00125552 »                | Inscrit                  | 1993                            | Image manquante Téléverser                                       |
| Phare de la Caravelle                                            | La Trinité        |                                                               | 14° 46′ 14″ nord, 60° 52′ 56″ ouest | « PA97200033 »                | Inscrit                  | 2013                            | Phare de la Caravelle                                            |
| Roches gravées du Galion                                         | La Trinité        |                                                               | 14° 43′ 24″ nord, 60° 57′ 15″ ouest | « PA97200047 »                | Inscrit                  | 2020                            | Image manquante Téléverser                                       |
| Église Notre-Dame de la Bonne-Délivrance des Trois-Îlets         | Les Trois-Îlets   | Rue Schœlcher Rue Jules-Ferry                                 | 14° 32′ 19″ nord, 61° 02′ 03″ ouest | « PA00105966 »                | Classé                   | 1993                            | Église Notre-Dame de la Bonne-Délivrance des Trois-Îlets         |
| Fort d'Alet                                                      | Les Trois-Îlets   | Pointe d'Alet, Morne des Étages                               | 14° 32′ 43″ nord, 61° 03′ 15″ ouest | « PA97200027 »                | Inscrit                  | 2012                            | Image manquante Téléverser                                       |
| Fort de l'Îlet-à-Ramiers                                         | Les Trois-Îlets   | Îlet-à-Ramiers                                                | 14° 32′ 40″ nord, 61° 04′ 45″ ouest | « PA97200021 »                | Inscrit                  | 2011                            | Image manquante Téléverser                                       |
| Fort de la pointe du Bout                                        | Les Trois-Îlets   | Rue Cha-Cha                                                   | 14° 33′ 42″ nord, 61° 03′ 07″ ouest | « PA97200035 »                | Inscrit                  | 2014                            | Image manquante Téléverser                                       |
| Marché couvert des Trois-Îlets                                   | Les Trois-Îlets   |                                                               | 14° 32′ 18″ nord, 61° 02′ 04″ ouest | « PA97200055 »                | Inscrit                  | 2019                            | Image manquante Téléverser                                       |
| Musée de l'impératrice Joséphine                                 | Les Trois-Îlets   | La Pagerie                                                    | 14° 31′ 51″ nord, 61° 02′ 54″ ouest | « PA00105956 »                | Inscrit                  | 1979                            | Musée de l'impératrice Joséphine                                 |
| Habitation Mallevault                                            | Le Vauclin        |                                                               | 14° 30′ 36″ nord, 60° 50′ 17″ ouest | « PA97200007 »                | Inscrit                  | 2004                            | Habitation Mallevault                                            |
| Maison Charlery                                                  | Le Vauclin        | 2 rue de la République                                        | 14° 32′ 42″ nord, 60° 50′ 24″ ouest | « PA97200028 »                | Inscrit                  | 2012                            | Image manquante Téléverser                                       |

## Label «Patrimoine duXXesiècle» en Martinique
Le label « Patrimoine du XXe siècle » est attribué, en mai et juin 2015, à sept constructions qui sont déjà protégées au titre des Monuments historiques :
- Le « Château Aubery » situé sur la R.N. 6 à Ducos, parcelle no 10 – section N, déjà inscrits au titre des Monuments historiques conformément à l’arrêté préfectoral no 92-2807 du 31 décembre 1992 ;
- L’Église Sainte-Thérèse située, place de l’Église à Fort-de-France, parcelle no 746 – section AP, déjà inscrite au titre des Monuments historiques conformément à l’arrêté préfectoral no 11-03 246 du 22 septembre 2011 ;
- Lycée Schœlcher c’est-à-dire, l’ensemble des bâtiments installés sur les trois terrasses y compris leurs escaliers d’accès situé 44, boulevard Robert Attuly à Fort-de-France, parcelle no 598 – section BD, déjà inscrit au titre des Monuments historiques conformément à l’arrêté préfectoral no 10-00233 du 19 janvier 2010 ;
- La Maison Didier situé au 17, rue Martin Luther King à Fort de France, parcelle no 777 –section BD, déjà inscrit au titre des Monuments historiques conformément à l’arrêté préfectoral no 2013350-0039 du 9 janvier 2015 ;
- La Villa Monplaisir, y compris sa clôture et ses portails. Cet ensemble situé 5, boulevard de Verdun à Fort-de-France, parcelle no 541 – section BD, déjà inscrite au titre des Monuments historiques conformément à l’arrêté préfectoral no 10-02 655 du 16 août 2010 ;
- L’Église Saint-Joseph située au Prêcheur, parcelle no 472 – section A, déjà inscrite au titre des Monuments historiques conformément à l’arrêté préfectoral no 2012-03246 du 25 avril 2012 ;
- L’Observatoire du Morne des Cadets situé à Fonds Saint-Denis (Morne Moustin), parcelle no 98 – section H, propriété du Département, déjà inscrit au titre des Monuments historiques conformément à l’arrêté préfectoral no 2012-116-0002 du 25 avril 2012.

Constructions labellisées en mai 2015 :
- L’Église Saint-Christophe situé 6 rue Saint-Christophe à Fort-de-France, parcelle no 397 – section AM,
- L’immeuble « La Nationale », situé 30, boulevard du général de Gaulle à Fort-de-France, parcelle no 662– section AS.

Constructions labellisées en décembre 2015 :
- Bellefontaine : Église paroissiale Saint-Pierre-Aux-Liens, rue Aristide Hardion,
- Bellefontaine : Maison bateau Torgiléo, Rue Félix-Eboué,
- Ducos : École de fille «Les Flamboyants», 37, rue Zizine et des Etages ; place André-Aliker,
- Ducos : Immeuble Edouard-Edouarzi, 8, place Asselin-de-Beauville
- Fort-de-France : Caisse générale de Sécurité Sociale, Jardin Desclieux
- Fort-de-France : Imprimerie France-Antilles, Place François-Mitterrand,
- Fort-de-France : Maison des Syndicats, 4, boulevard du Général-de-Gaulle,
- Fort-de-France : Porte du tricentenaire (porte du parc floral), Place Gallieni,
- Fort-de-France : Observatoire météorologique, Morne Desaix,
- Fort-de-France : Banque des Antilles Françaises (BDAF), 28-34, rue Lamartine, 39, rue Moreau-de-Jonnès,
- Fort-de-France : Banque Crédit Martiniquais, actuellement BRED, 17, rue de la Liberté,
- Fort-de-France : Immeuble «Au Printemps», actuellement Galeries Lafayettes, 10, rue Victor-Schœlcher,
- Fort-de-France : Pharmacie ou l’hôtel des voyageurs «l’Impératrice», 15, rue de la Liberté,
- Fort-de-France : Maisons des officiers, Fort Desaix,
- Fort-de-France : Lycée de Bellevue, 8, rue Marie-Thérèse-Gertrude ; rue du Petit-Pavois,
- Fort-de-France : Immeuble Antilles, 30-32 rue François Arago, 44 rue Garnier Pagès
- Fort-de-France : Maison Tarin, 12, route de l'Entraide,
- Fort-de-France : Chapelle du Christ Roi – Chapelle Bethléem, place Nardal,
- Fort-de-France : Fort Saint-Louis – Guérite d’entrée, Boulevard Chavalier Sainte-Marthe,
- Le Lamentin : Ex-Hôtel de ville, Rue Victor-Schœlcher, rue Capitaine des Marelles-Hardy,
- Le Marin : École de fille Mixte A, rue Victor-Lamon,
- Rivière-Pilote : Église Saint-Louis-Marie-Grignon-de-Monfort, quartier Régale,
- Saint-Pierre : Maison Roy-Camille, 115, rue Victor-Hugo,
- Saint-Pierre : Hôtel de ville, rue Caylus,
- Schœlcher : Lotissement Petit Paradis

### Typologie des bâtiments labellisés «patrimoine duXXesiècle»
- architecture religieuse : 6
- architecture domestique : 11
- architecture de culture – recherche – sport – loisir : 2
- architecture scolaire : 3
- architecture artisanale commerciale et tertiaire : 4
- architecture militaire : 1
- architecture civile publique : 4
- architecture fiscale ou financière : 2
- architecture hospitalière d'assistance ou de protection sociale : 1

### Répartition par commune
- Bellefontaine : 2
- Ducos : 3
- Fort-de-France : 21
- Fonds-Saint-Denis : 1
- Lamentin : 1
- Marin : 1
- Prêcheur : 1
- Rivière Pilote : 1
- Saint-Pierre : 2
- Schœlcher : 1